# Syllepte citrinalis
Syllepte citrinalis là một loài bướm đêm trong họ Crambidae.